# Liste der Monuments historiques in Eguisheim
Die Liste der Monuments historiques in Eguisheim führt die Monuments historiques in der französischen Gemeinde Eguisheim auf.

## Liste der Bauwerke
| Bezeichnung               | Beschreibung | Standort                          | Kennzeichnung | Schutzstatus   | Datum     | Bild           |
| ------------------------- | --- | --------------------------------- | ------------- | -------------- | --------- | -------------- |
| Dagsburg                  | Ruine einer Höhenburg, um 1150 | westlich der Stadt (Lage)         | PA00085413    | Classé         | 1840      | weitere Bilder |
| Wohnhaus                  | Massivbau, bezeichnet 1603 | 1 place Château Saint-Léon (Lage) | PA00085416    | Inscrit        | 1934      | weitere Bilder |
| Kirche Sts-Pierre-et-Paul | Turm, 13. Jahrhundert, mit romanischem Portal um 1230; Schiff 1807 bis 1809 erbaut                                                              | Place de l’Eglise (Lage)          | PA00085415    | Inscrit Classé | 1933 1934 | weitere Bilder |
| Château Saint-Léon        | auch Burg Egisheim; oktogonale Burgmauer, erste Hälfte des 13. Jahrhunderts; Leokapelle, 1886 bis 1895 erbaut, Entwurf von Charles Winkler      | Place Château Saint-Léon (Lage)   | PA00085414    | Classé         | 1903      | weitere Bilder |
| Wohnhaus                  | Massivbau, bezeichnet 1603 | 3 place Château Saint-Léon (Lage) | PA00085417    | Inscrit        | 1934      | weitere Bilder |
| Brunnen                   | achteckiges Sandsteinbecken, bezeichnet 1557 | Grand-Rue (Lage)                  | PA00085418    | Inscrit        | 1934      |                |
| Kloster Marbach           | 1089 gegründet, 1790 aufgehoben; Narthex der Kirche (um 1130), Friedhof und Fundamentmauern erhalten; auch auf der Gemarkung von Obermorschwihr | südwestlich der Stadt (Lage)      | PA00085571    | Classé         | 1988      | weitere Bilder |

## Liste der Objekte
| Bezeichnung               | Beschreibung                                  | Standort                                | Kennzeichnung | Schutzstatus | Datum | Bild           |
| ------------------------- | --------------------------------------------- | --------------------------------------- | ------------- | ------------ | ----- | -------------- |
| Skulptur Madonna mit Kind | Schreinmadonna; Holz, farbig gefasst, um 1300 | in der Kirche Sts-Pierre-et-Paul (Lage) | PM68000068    | Classé       | 1978  | weitere Bilder |